# Phasia wangi
Phasia wangi là một loài ruồi trong họ Tachinidae.